# Piátovski
Piátovski (ruso: Пя́товский) es un asentamiento de tipo urbano de Rusia, perteneciente al raión de Dzerzhinski de la óblast de Kaluga.
En 2021, el asentamiento tenía una población de 2649 habitantes. En su territorio no hay pedanías.
Se ubica unos 10 km al sureste de la capital distrital Kóndrovo, al este de la carretera 29K-008 que lleva a la capital regional Kaluga, situada unos 20 km al sureste.

## Historia
Se ubica en el centro de lo que tradicionalmente era una zona rural dedicada a la extracción de caliza. En el siglo XX tuvo un desarrollo urbano por su cercanía a las ciudades de Kóndrovo y Kaluga; al albergar una estación de ferrocarril de la línea de Kaluga a Viazma, se estableció aquí el centro industrial del procesamiento de la caliza. Adoptó estatus de asentamiento de tipo urbano en 1962.